# War Photographer
War Photographer (Brasil: Fotógrafo de Guerra ) é um filme documentário de Christian Frei, que conta a história do fotógrafo de guerra James Nachtwey. Foi indicado em 2002 ao Oscar de melhor documentário de longa-metragem, além de também ganhar e ser indicado para mais de 40 outros prêmios internacionais.